# Philodendron lundii
Philodendron lundii är en kallaväxtart som beskrevs av Johannes Eugen ius Bülow Warming. Philodendron lundii ingår i släktet Philodendron och familjen kallaväxter. Inga underarter finns listade.